# Софт тач
«Софт тач» (англ. Soft-touch) или «Софт-фил» (англ. soft-feel) — специальное эластичное резиноподобное матовое лакокрасочное покрытие. Дословно переводится с английского как «мягкий на ощупь». Называется также «мягким пластиком» и «прорезиненным пластиком».

## Описание
Покрытие «софт тач» было изобретено в 1992 году, сначала применялось преимущественно в радиоэлектронных изделиях и наносилось на кнопки электронных калькуляторов и пультов дистанционного управления телевизоров и видеомагнитофонов.
Покрытие обладает хорошей адгезией с металлами, деревом, тканями и большинством полимерных материалов, повышенной износостойкостью, гигиенично и выдерживает длительные истирающие нагрузки.
Покрытие увеличивает ударную прочность хрупких материалов, а также хорошо поглощает звук и свет. Является также антикоррозионной защитой.
Наносится на детали и изделия, которые постоянно соприкасаются с пальцами рук — мобильные телефоны, компьютерные мыши, клавиатуры и геймпады, флэш-карты, футляры для очков и косметики, бытовые приборы и ручной инструмент, зубные щетки, бритвенные станки, фонари, бинокли, зажигалки, ручки, детские игрушки, мебельную фурнитуру и т. д.
В основной состав покрытия «Софт тач» входят:
- полиуретановая матовая краска (белая или прозрачная);
- отвердитель для полиуретановых красок.

Для получения различных цветов и оттенков в состав добавляют пигменты, для визуального эффекта «блесток» — бронзовую и алюминиевую пудру, а для придания изделиям приятного запаха — ароматизаторы.
Для экономии в состав «Софт тач» может также добавляться наполнитель (тальк), хотя это приводит к ухудшению качества покрытия.
Толщина покрытия «Софт тач» — от 30 до 60 мкм.

## Технические характеристики
- Сухой остаток — 25-35 % по весу
- Плотность (уд. вес) — 1,05 кг/литр
- Вязкость (DIN 4 при 20 °С) — 35-100 сек
- Расход — 90-110 мл/м²
- Устойчивость мокрой плёнки — 90-110 мкм
- Степень блеска — 10 у. е.
- Разбавитель — вода
- Класс опасности — нет[1]

## Правила эксплуатации покрытия
- Нельзя допускать длительного воздействия загрязнения на поверхность, иначе грязь может впитаться в покрытие.
- Если на поверхности появились следы от нефтепродуктов, то очистку производить спиртом или обезжиривателем.
- Избегать воздействия высококонцентрированных щелочных и кислотных составов (очистители битумных пятен, средства от насекомых, концентрированные моющие средства и т.д.)